# Programa de fiscalização a partir de sorteios públicos
O Programa de fiscalização a partir de sorteios públicos é um instrumento de fiscalização com que trabalha a Controladoria-Geral da União (CGU), órgão responsável pelo Sistema de Controle Interno do Poder Executivo Federal brasileiro, visando à dissuasão da corrupção entre gestores de todas as esferas da Administração pública, e que tem como objetivos: 
- Garantir a observância dos princípios constitucionais que regem a Administração pública;
- Inibir e dissuadir a corrupção;
- Conscientizar e estimular a sociedade para o controle dos gastos públicos;
- Coletar dados que indiquem tendências a respeito da execução dos programas de governo.

Trata-se do mecanismo de sorteio público para definição de regiões onde serão desenvolvidas ações especiais de fiscalização, por amostragem, com relação aos recursos públicos federais ali aplicados, por via dos órgãos da Administração federal, diretamente ou por meio de repasse, sob qualquer forma, para órgãos das administrações dos estados ou dos municípios e quaisquer outros órgãos ou entidades legalmente habilitados. 
A eficácia da fiscalização por sorteio como instrumento inibidor da corrupção deve-se ao fato de que, mesmo não se encontrando irregularidades nas regiões fiscalizadas, o processo estimula, entre os administradores públicos, práticas mais rigorosas de controle, para assegurar a correta aplicação do dinheiro público.
Os sorteios são realizados periodicamente pela Caixa Econômica Federal, que utiliza os mesmos equipamentos empregados em suas loterias. Representantes da imprensa escrita, da televisão e do rádio, dos partidos políticos e de entidades da sociedade civil são convidados a acompanhar os sorteios, para atestar a lisura e a imparcialidade na definição das regiões a ser fiscalizadas. 
Em cada uma dessas unidades sorteadas os auditores examinam contas e documentos e fazem inspeção pessoal e física das obras e serviços em realização, além de privilegiar o contato com a população, diretamente ou por meio dos conselhos comunitários e outras entidades organizadas da sociedade civil, como forma de estimular os cidadãos a participar do controle da aplicação dos recursos oriundos dos tributos que lhes são cobrados, isto é, a exercer o controle social.
Um artigo de 2008, aproveitando-se da natureza aleatória do sorteio para realizar estudos econométricos, analisando diferenças estatísticas entre os municípios auditados, concluiu que a divulgação de irregularidades diminuía a possibilidade de reeleição dos políticos envolvidos.
No começo do segundo governo Lula, Vinícius de Carvalho, o ministro da CGU, indicou a intenção de retornar o programa.